# ديزموند دويل
ديزموند دويل (بالإنجليزية: Desmond Doyle)‏ هو معلم الباليه ‏ جنوب أفريقي، ولد في 16 يناير 1932، وتوفي في يوليو 1991.